# Albert Batiste i Triadó
Albert Batiste i Triadó (Barcelona, 1946) és un cantautor i músic català. És germà del músic Jordi Batiste.
Va debutar l'any 1964 i va estar en actiu fins als anys setanta del segle xx. Va encapçalar i va ser un dels ideòlegs del col·lectiu Grup de Folk i va formar part de les formacions Els 3 Tambors, Música Dispersa (juntament amb Jaume Sisa), Slo Blo i l'Orquestra Plateria. Va adaptar al català algunes cançons de Bob Dylan, com Els temps estan canviant. També ha fet de comentarista musical a les revistes CAU i Oriflama.